# ゲット・イット・トゥゲザー (アルバム)
『ゲット・イット・トゥゲザー』（Get It Together）は、アメリカ合衆国のボーカル・グループ、ジャクソン5が1973年に発表したスタジオ・アルバム。

## 背景
マイケル・ジャクソンが1972年にソロ名義でシングル・ヒットさせた「ボクはキミのマスコット」の作者の1人リオン・ウェアが、本作ではパム・ソーヤーとの共作による2曲を提供している。
「ハム・アロング・アンド・ダンス」は、テンプテーションズが1970年に発表した曲のカヴァー。ジャクソン5のヴァージョンのオリジナル・ミックスは15分だったが、本作では8分半に編集されており、コンピレーション・アルバム『ジョイフル・ジュークボックス・ミュージック』（1976年）と『ブギー』（1979年）が2004年に2 in 1のリマスターCDとして再発された際、「ハム・アロング・アンド・ダンス」のオリジナル・ミックスがボーナス・トラックとして追加された。

## 反響・評価
1973年8月に先行シングル「ゲット・イット・トゥゲザー」が発売され、Billboard Hot 100で28位、『ビルボード』のR&Bシングル・チャートで2位を記録するヒットとなった。一方、本作はセールス的に成功を収められず、『ビルボード』のR&Bアルバム・チャートでは4位を記録するが、Billboard 200ではジャクソン5名義のスタジオ・アルバムとしては最下位の100位に終わった。しかし、本作のプロモーションのためテレビ番組『ソウル・トレイン』に出演した際、「ダンシング・マシーン」におけるマイケルのロボット・ダンスが注目を集める。
1974年2月、「ダンシング・マシーン」のリミックス・ヴァージョンがシングル・カットされ、Hot 100で2位、R&Bチャートで1位という大ヒットとなる。このシングル・ヴァージョンは、後にアルバム『ダンシング・マシーン』（1974年）にも収録された。
Vince Alettiは1973年11月22日付の『ローリング・ストーン』誌において「『ABC』以降の彼らの作品としては、最も活気があり刺激的で、彼らをキッズ向けのマーケットから脱却させるアルバムとなるだろう」と評している。

## 収録曲
1. ゲット・イット・トゥゲザー - "Get It Together" (Hal Davis, Don Fletcher, Berry Gordy, Mel Larson, Jerry Marcellino) - 2:49
2. ドント・セイ・グッド・バイ・アゲイン - "Don't Say Good Bye Again" (Pam Sawyer, Leon Ware) - 3:24
3. リフレクションズ - "Reflections" (Edward Holland, Jr., Lamont Dozier, Brian Holland) - 2:57
4. ハム・アロング・アンド・ダンス - "Hum Along and Dance" (Barrett Strong, Norman Whitfield) - 8:37
5. ママ・アイ・ガッタ・ブランド・ニュー・シング - "Mama I Gotta Brand New Thing (Don't Say No)" (N. Whitfield) - 7:11
6. 時を戻して - "It's Too Late to Change the Time" (P. Sawyer, L. Ware) - 3:57
7. ユー・ニード・ラヴ・ライク・アイ・ドゥ - "You Need Love Like I Do (Don't You)" (B. Strong, N. Whitfield) - 3:46
8. ダンシング・マシーン - "Dancing Machine" (H. Davis, D. Fletcher, Dean Parks) - 3:24